# Estádio Edson Matias
Estádio Edson Matias – stadion piłkarski, w Olho d'Água das Flores, Alagoas, Brazylia, na którym swoje mecze rozgrywa klub Centro Esportivo Olhodagüense.